# Ali Al-Ajmi
Ali Talib Al-Ajmi (in arabo علي طالب سلمان العجمي‎?; 14 novembre 1984) è un ex calciatore omanita, di ruolo portiere.

## Carriera

### Club
Ha sempre giocato nel campionato omanita.

### Nazionale
È stato convocato per la Coppa d'Asia nel 2004.